# William Edjenguélé
William Emery Edjenguélé (Parigi, 7 maggio 1987) è un calciatore francese, difensore del Bedworth Utd.

## Palmarès

### Club

#### Competizioni nazionali
- Scottish Challenge Cup: 1

Dundee Utd: 2016-2017